# اچ‌ام‌اس ولور (۱۷۵۹)
اچ‌ام‌اس ولور (۱۷۵۹) (به انگلیسی: HMS Valeur (1759)) یک کشتی است که طول آن ۱۱۵ فوت ۶ اینچ (۳۵٫۲ متر) می‌باشد. این کشتی در سال ۱۷۵۴ ساخته شد.